# Přerovsko
Přerovsko je městská čtvrť v Pardubicích.
Čtvrť Přerovsko vznikla na místě a v okolí vsi Přerov, která zanikla během třicetileté války. V blízkosti tehdejší kaple Nejsvětější Trojice byl roku 1790 založen dvůr Kablikův, později Budínského, okolo kterého se rozvíjela další zástavba, doložena je existence lázní založených 1797 a konání procesí ke kapli. Zástavba se velmi rozšířila po roce 1889, kdy byly v jejím sousedství založeny Fantovy chemické závody a to zejména východním směrem. Postupně došlo k propojení a splynutí s nedalekým Svítkovem, ke kterému přispělo i vybudování školy na tehdejším volném prostranství mezi oběma čtvrtěmi. Lokalita okolo původního dvora byla chemickou továrnou postupně oddělena a dnes je pro ní užíván název podle zasvěcení kaple Svatá Trojice. Název Přerovsko zůstal novější zástavbě vymezené továrnou a Školní ulicí. V roce 1944 čtvrť výrazně utrpěla náletem spojeneckých bombardérů na přilehlou chemičku a nedaleká letiště a nádraží.